# Dusona lecta
Dusona lecta är en stekelart som först beskrevs av Cresson 1874.  Dusona lecta ingår i släktet Dusona och familjen brokparasitsteklar. Inga underarter finns listade i Catalogue of Life.